# Uwe Nepp
Uwe Nepp (Krefeld, 1 december 1966) is een Duits voormalig wielrenner.
Nepp deed in 1988 mee aan de Olympische Spelen (Seoel) als lid van het West-Duitse team op de ploegenachtervolging. Hij eindigden als tiende. Hij behaalde geen professionele overwinningen.

## Grote rondes
Geen